# Pangasianodon
Die Gattung Pangasianodon aus der Familie der Haiwelse umfasst zwei Arten: P. hypophthalmus („Pangasius“) und P. gigas („Mekong-Riesenwels“). Beide kommen ausschließlich im Mekong und seinen Nebenflüssen vor und werden befischt, wodurch die Wildbestände bedroht sind. Während P. hypophthalmus auch einer der bedeutendsten Aquakulturfische Südostasiens ist, haben erste Versuche, P. gigas in Kultur zu nehmen, erst begonnen.
Die Gattung Pangasianodon wurde aus der Gattung Pangasius aufgrund morphologischer und molekularer Unterschiede ausgegliedert, wird allerdings manchmal noch als Untergattung geführt. Neben dem typischen Körperbau der Haiwelse  mit schuppenlosem, langgestrecktem Körper, kurzer Rückenflosse mit Stachel und langer Afterflosse weist sich die Art Pangasianodon durch eine Reihe von Merkmalen aus: Die Barteln am Unterkiefer fehlen, ebenso im Erwachsenenstadium die Zähne im endständigen Maul. Die Bauchflosse trägt 8 bis 9 Strahlen und die Schwimmblase ist einlappig.